# ピアーダ
ピアディーナ (Piadina) は、イタリア北部ロマーニャ地方の料理である。大きい物はピアーダ (Piada) と呼ぶ。小麦粉、水、塩、ラードやオリーブオイルを混ぜた物を円形に薄く伸ばして鉄板などで焼いて作る。パンやナンと違い酵母は入れない。生パスタに近い。二つ折りにしてチーズやハム、野菜などを挟んで食べるのが一般的。
ロマーニャ地方では専門店が昔からあったが、近年イタリア各地で増えている。中東出身者が経営しているケバブの店でも売られる（この場合ピタをピアディーナとして売っている可能性がある）。